# Lachiwci
Lachiwci (ukr. Ляхівці) – wieś na Ukrainie. Należy do rejonu użhorodzkiego w obwodzie zakarpackim i liczy 430 mieszkańców.